# David Hemmings
David Hemmings (18. november 1941 i Guildford, Surrey, England – 3. december 2003 i Bukarest, Rumænien) var en engelsk filmskuespiller og filminstruktør, der blev mest kendt for sin hovedrolle som fotografen Thomas i filmen Blowup fra 1967.

## Karriere
Hemmings optrådte første gang på film i The Rainbow Jacket fra 1954, men opnåede først større succes i midten af 1960'erne som fotomodel og filmstjerne. Instruktøren Michelangelo Antonioni ledte efter et nyt ansigt til sin film Blowup, og Antonioni fandt Hemmings, der på daværende tidspunkt spillede på mindre teatre i London. Efter Blowup optrådte Hemmings i en række større britiske film, herunder Camelot (1967), Den Lette Brigades angreb (org. titel: The Charge of the Light Brigade (1968) og Alfred den store - Vikingernes overmand (org. titel: Alfred the Great (1969). Hans ringe højde og søvnige øjne gjorde ham til en ukonventionel karakter, men det ukonventionelle passede fint ind i tiden, og Hemmings blev hurtigt en "kändis" i 1960'ernes "Swinging London".
I 1973 instruerede Hemmings filmen The 14, der vandt Sølvbjørnen ved den 23. udgave af Filmfestivalen i Berlin. Han har ligeledes instrueret filmen Schöner Gigolo, armer Gigolo fra 1978 med blandt andet David Bowie og Marlene Dietrich på rollelisten. Filmen modtog dog dårlig kritik, og Hemmings karriere som instruktør blev centreret om Tv-film herefter.
David Hemmings har endvidere i 1967 udgivet musikalbummet David Hemmings Happens. På albummet medvirker blandt andre Roger McGuinn og Chris Hilmann fra The Byrds. Albummet blev dog ikke nogen større succes, men blev dog genudgivet på CD i 2004.
Hemmings, der var kendt for at ryge og drikke tæt,[kilde mangler] døde i 2003 under optagelserne til filmen Blessed.

## Udvalgt filmografi
- The Rainbow Jacket (1954)
- The Heart Within (1957)
- Five Clues to Fortune (1957)
- Saint Joan (1957)
- Men of Tomorrow (1959)
- No Trees in the Street (1959)
- In the Wake of a Stranger (1959)
- Sink the Bismarck! (1960)
- The Wind of Change (1961)
- Play It Cool (1962)
- The Painted Smile (1962)
- Some People (1962)
- Live It Up! (1963)
- Two Left Feet (1963)
- West 11 (1964)
- The System (1964)
- Be My Guest (1965)
- Blowup (1966)
- Det ondes magt (org. titel Eye of the Devil) (1966)
- Camelot (1967)
- The Charge of the Light Brigade (1968)
- The Long Day's Dying (1968)
- Barbarella (1968)
- Only When I Larf (1968)
- Alfred The Great (1969)
- The Best House in London (1969)
- Simon Simon (1970)
- The Walking Stick (1970)
- Fragment of Fear (1970)
- Unman, Wittering and Zigo (1971)
- The Love Machine (1971)
- Voices (1973)
- The 14 (1973 – director)
- Lola (1974)
- Juggernaut (1974)
- Deep Red (1975)
- The Old Curiosity Shop (1975)
- Squadra antitruffa (1977)
- Islands in the Stream (1977)
- The Prince and the Pauper (1977)
- La via della droga (1977)
- The Disappearance (1977)
- The Squeeze (1977)
- Blood Relatives (1978)
- Power Play (1978)
- Schöner Gigolo, armer Gigolo (1978)
- Murder by Decree (1979)
- Thirst (1979)
- Charlie Muffin (U.S. title: "A Deadly Game") (1979)
- Beyond Reasonable Doubt (1980)
- Harlequin (1980)
- Prisoners (1981)
- Swan Lake (1981)
- Man, Woman and Child (1983)
- The Rainbow (1989)
- Gladiator (2000)
- Last Orders (2000)
- Mean Machine (2001)
- Spy Game (2001)
- Equilibrium (2002)
- Gangs of New York (2002)
- Slap Shot 2 (2002)
- Det hemmelighedsfulde selskab (org. titel The League of Extraordinary Gentlemen) (2003)
- Blessed (2004)